# Panhard & Levassor Type X50
Der Panhard & Levassor Type X50 ist ein Pkw-Prototyp. Hersteller war Panhard & Levassor in Frankreich.

## Beschreibung
Die Fahrzeuge haben einen ventillosen Schiebermotor nach einer Lizenz von Charles Yale Knight. Im Motorcode „SK4D2“ steht das „K“ für Knight und die „4“ für die Anzahl der Zylinder.
Zum Vierzylinder-Reihenmotor gibt es unterschiedliche Angaben. Angegeben sind 2612 cm³ Hubraum. Das lässt auf 80 mm Bohrung, 130 mm Hub und rechnerisch 2614 cm³ Hubraum schließen. An anderer Stelle sind 75 mm Bohrung, 130 mm Hub und 2297 cm³ Hubraum angegeben wie beim gewöhnlichen „SK4D“-Motor. Er wurde auch 15 CV oder 13 CV genannt genannt. Die Leistung des Frontmotors wird über eine Kardanwelle an die Hinterachse übertragen.
Das Fahrzeug entstand 1924 und blieb ein Einzelstück.